# Arachnopusia gigantea
Arachnopusia gigantea är en mossdjursart som först beskrevs av Arnold Girard Kluge 1914.  Arachnopusia gigantea ingår i släktet Arachnopusia och familjen Arachnopusiidae. Inga underarter finns listade i Catalogue of Life.